# Creu Trencada (Cabrera d'Anoia)

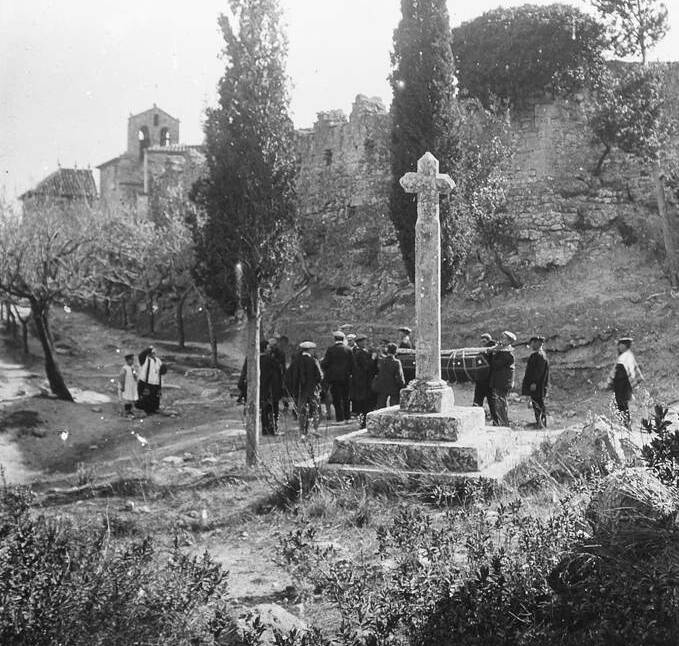
La creu el 1915

La Creu Trencada és una creu de terme de Cabrera d'Anoia (Anoia) situada a la vora del camí empedrat que duu al castell de Cabrera.
Creu de terme, probablement del segle XIV, de la que només es conserva el pedestal de 4 graons que encara sostenen la columna monolítica que sostenia la desapareguda creu. Les fotos conservades d'inicis de segle mostren una creu sense decoracions i poc treballada, molt austera, com la foto de 1916 al llibre 'Les creus al vent'. Degué ser mutilada amb els aldarulls de la Guerra Civil, l'any 1936.